# Aloe crassipes
Aloe crassipes är en grästrädsväxtart som beskrevs av John Gilbert Baker. Aloe crassipes ingår i släktet Aloe och familjen grästrädsväxter. Inga underarter finns listade i Catalogue of Life.